# Tulucești
Tulucești là một xã thuộc hạt Galați, România. Dân số thời điểm năm 2002 là 7587 người.